# Johannes Döparen (Leonardo)
Johannes Döparen är en oljemålning av den italienske renässanskonstnären Leonardo da Vinci. Den målades omkring 1513–1516 och är utställd på Louvren i Paris.
Leonardo målade detta porträtt av Johannes Döparen under sin tid i Rom dit han begivit sig tillsammans med sin elev och medhjälpare Francesco Melzi 1513 för att vinna påven Leo X:s gunst. När Leonardo 1517 reste till Frankrike för att tjänstgöra hos kung Frans I tog han med sig tre tavlor, förutom Johannes Döparen, även Mona Lisa och Anna själv tredje. Johannes Döparen tros vara Leonardos sista större målning och är en av inte särskilt många vars attribuering till honom anses vara helt säkerställd. 
Den mystiska stämningen som präglar verket beror till stor del på att den är utförd i sfumatoteknik. Tekniken utvecklades av Leonardo och består av en blandning av färger och nyanser som är så subtil att allt smälter samman och ger en "disig" konturlös effekt. Johannes står mot en skuggig bakgrund och tycks vara upplyst av en ljuskälla framifrån vilket framhäver övergångarna mellan ljus och skugga, så kallad chiaroscuro.